# 黑德斯海姆
黑德斯海姆是德国巴登-符腾堡州的一个市镇。总面积14.71平方公里，总人口11589人，其中男性5611人，女性5978人（2011年12月31日），人口密度788人/平方公里。

## 友好城市
- 法國 诺让勒鲁瓦